# Meuvaines
Meuvaines is een gemeente in het Franse departement Calvados (regio Normandië). De gemeente telt 146 inwoners (2004) en maakt deel uit van het arrondissement Bayeux.

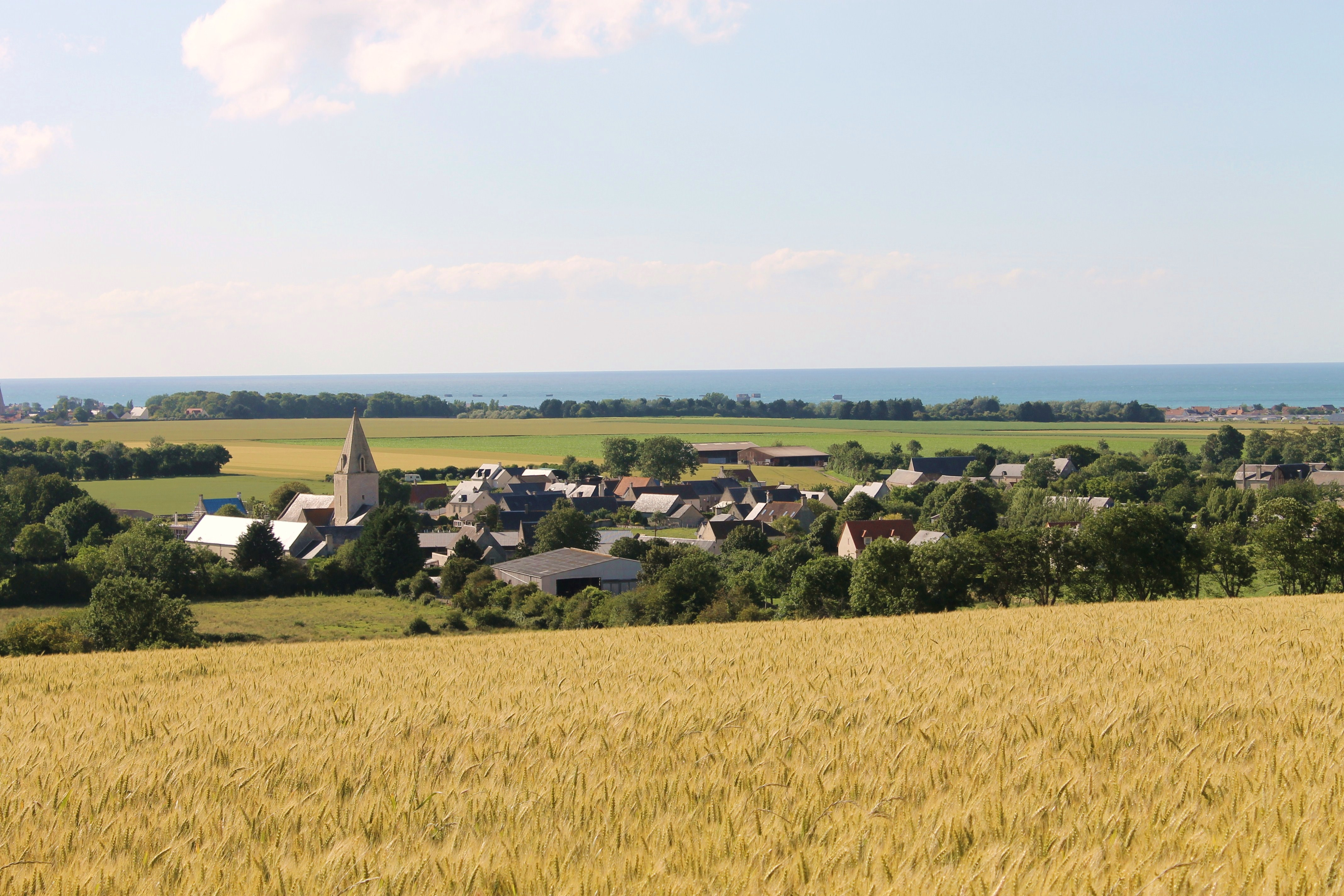
Zicht op Meuvaines

## Geografie
De oppervlakte van Meuvaines bedraagt 7,2 km², de bevolkingsdichtheid is 20,3 inwoners per km².
De onderstaande kaart toont de ligging van Meuvaines met de belangrijkste infrastructuur en aangrenzende gemeenten.

## Bezienswaardigheden

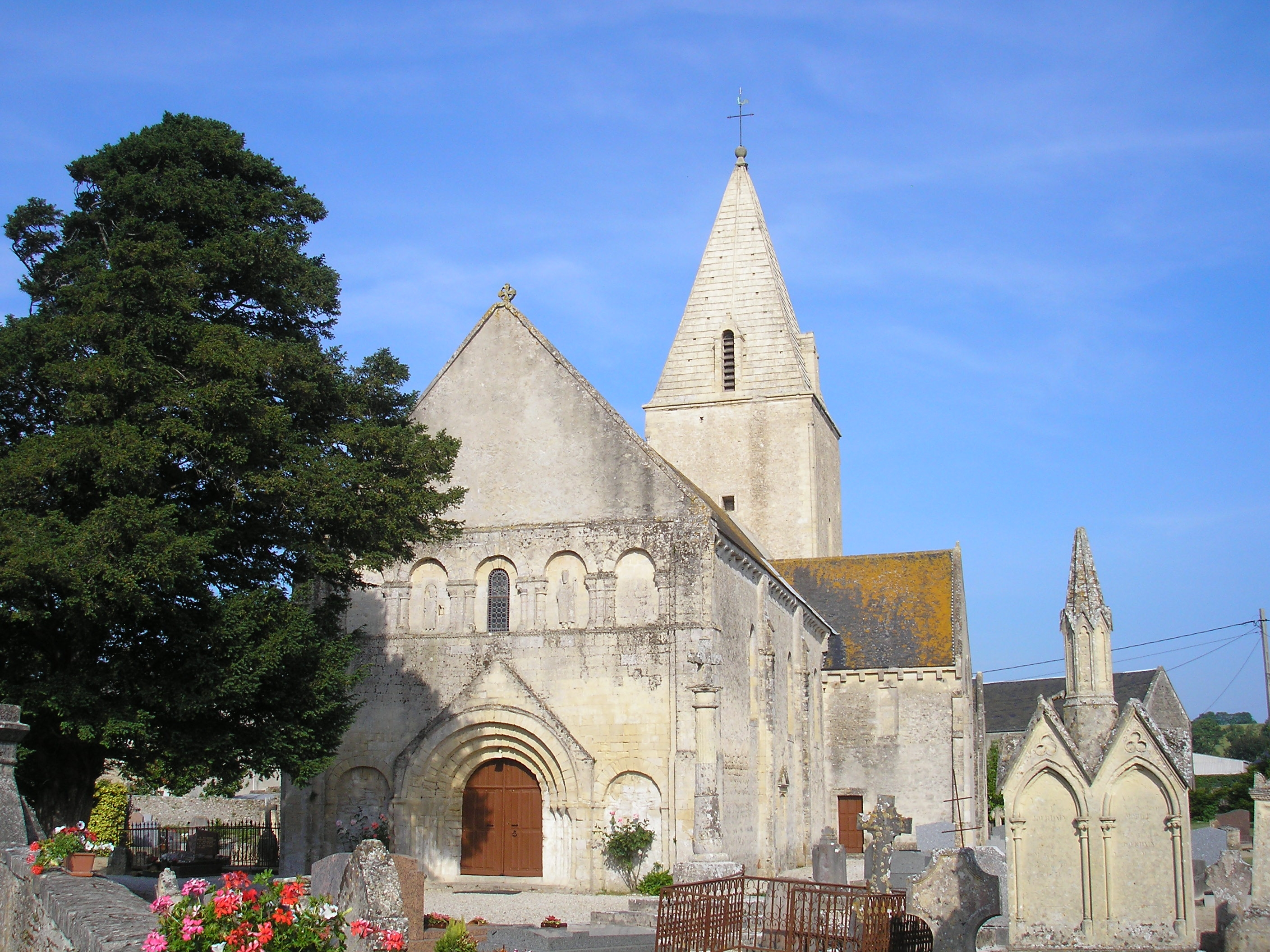
Église Saint-Manvieu

- De Église Saint-Manvieu

## Demografie
Onderstaande figuur toont het verloop van het inwonertal (bron: INSEE-tellingen).
Vanwege een beveiligingsprobleem met de MediaWiki Graph-software is het momenteel niet mogelijk deze grafiek weer te geven. Zodra de software is bijgewerkt zal de grafiek vanzelf weer zichtbaar worden.